# Stadio Carlo Zecchini
Das Stadio Carlo Zecchini ist ein Fußballstadion mit Leichtathletikanlage in Grosseto. Die italienische Stadt liegt in der gleichnamigen Provinz in der Region Toskana. Das Fassungsvermögen des Stadions liegt heute bei 9.988 Zuschauern.

## Geschichte
Das 1960 unter dem Namen Stadio Olimpico Comunale eröffnete Sportstätte ist der Spielort des Fußballclubs US Grosseto. Der heutige Name geht auf einen ehemaligen Spieler des Vereins in den 1960er Jahren zurück. Das erste Spiel fand am 5. Juni 1960 zwischen den Olympiamannschaften Italiens und Frankreichs (1:1) statt.
Das Stadion war Austragungsort von drei Fußballspielen bei den Olympischen Sommerspielen 1960.
- 26. August 1960:  Bulgarien –  Türkei 3:0 (1:0)
- 29. August 1960:  Frankreich –  Indien 1:1 (0:0)
- 1. September 1960:  Vereinigtes Königreich –  Chinesisch Taipeh 3:2 (1:0)

Auch internationale Leichtathletik-Wettbewerbe wurden in der Arena ausgetragen. 2001 machte die Leichtathletik-Junioreneuropameisterschaften Station in Grosseto. Drei Jahre später waren es die Leichtathletik-Juniorenweltmeisterschaften.
2007 stieg US Grosseto in die Serie B auf und die Spielstätte wurde den Anforderungen angepasst. Der Zugang zum Stadion wurde verbessert; die Umkleidekabinen erneuert; eine elektronische Anzeigetafel installiert und ein neuer Rasen verlegt.

## Galerie

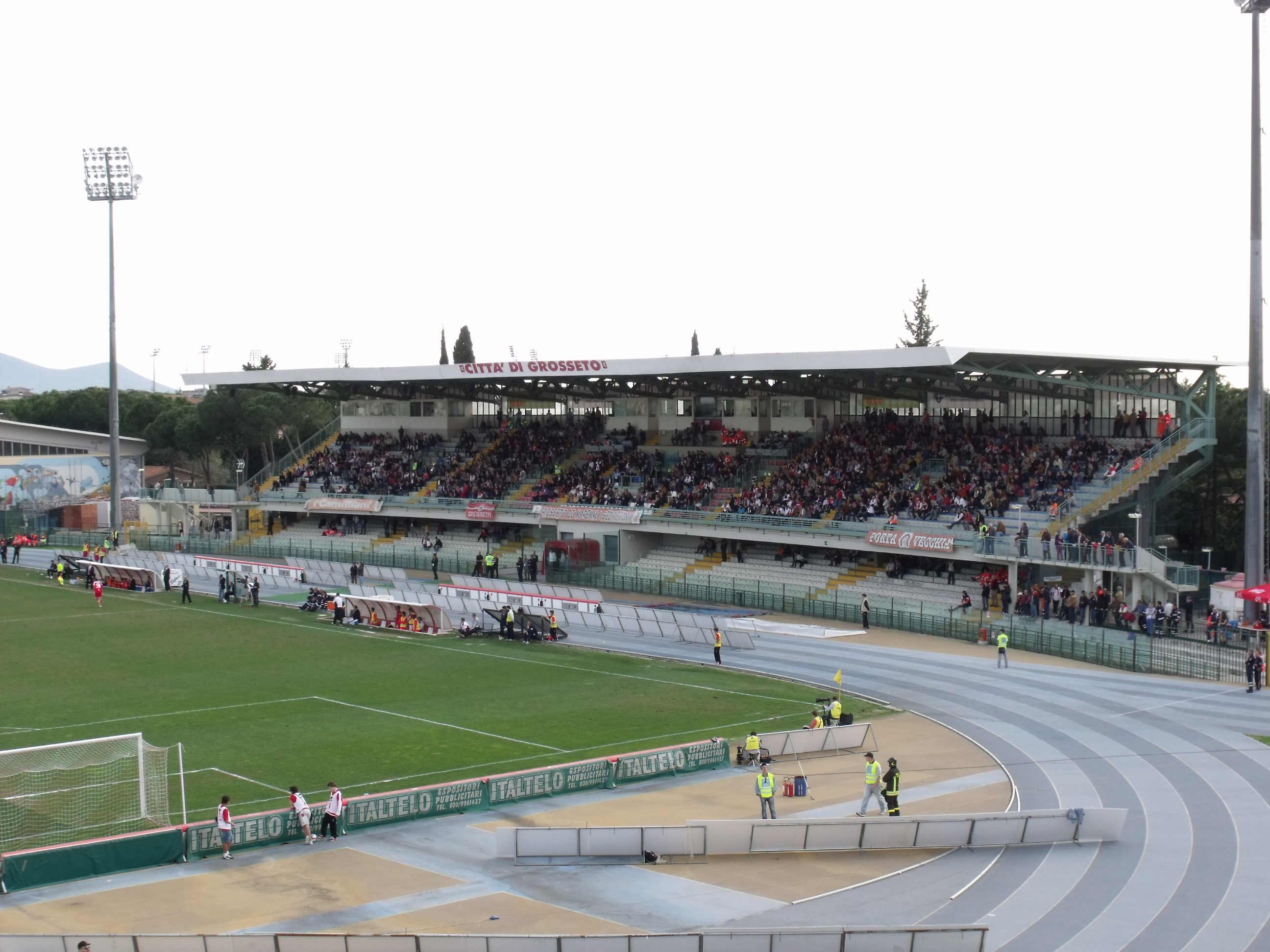
Haupttribüne
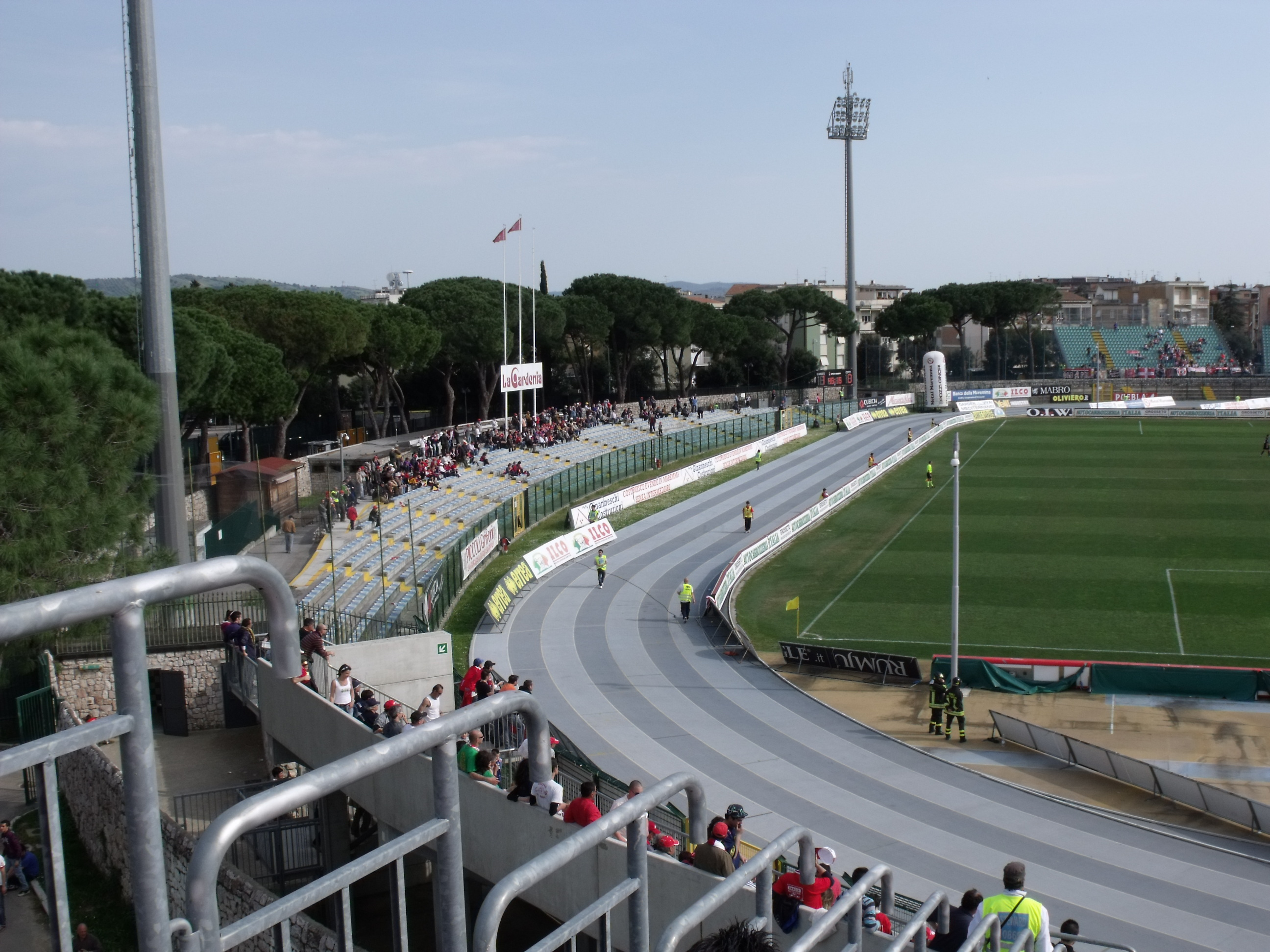
Gegengrade
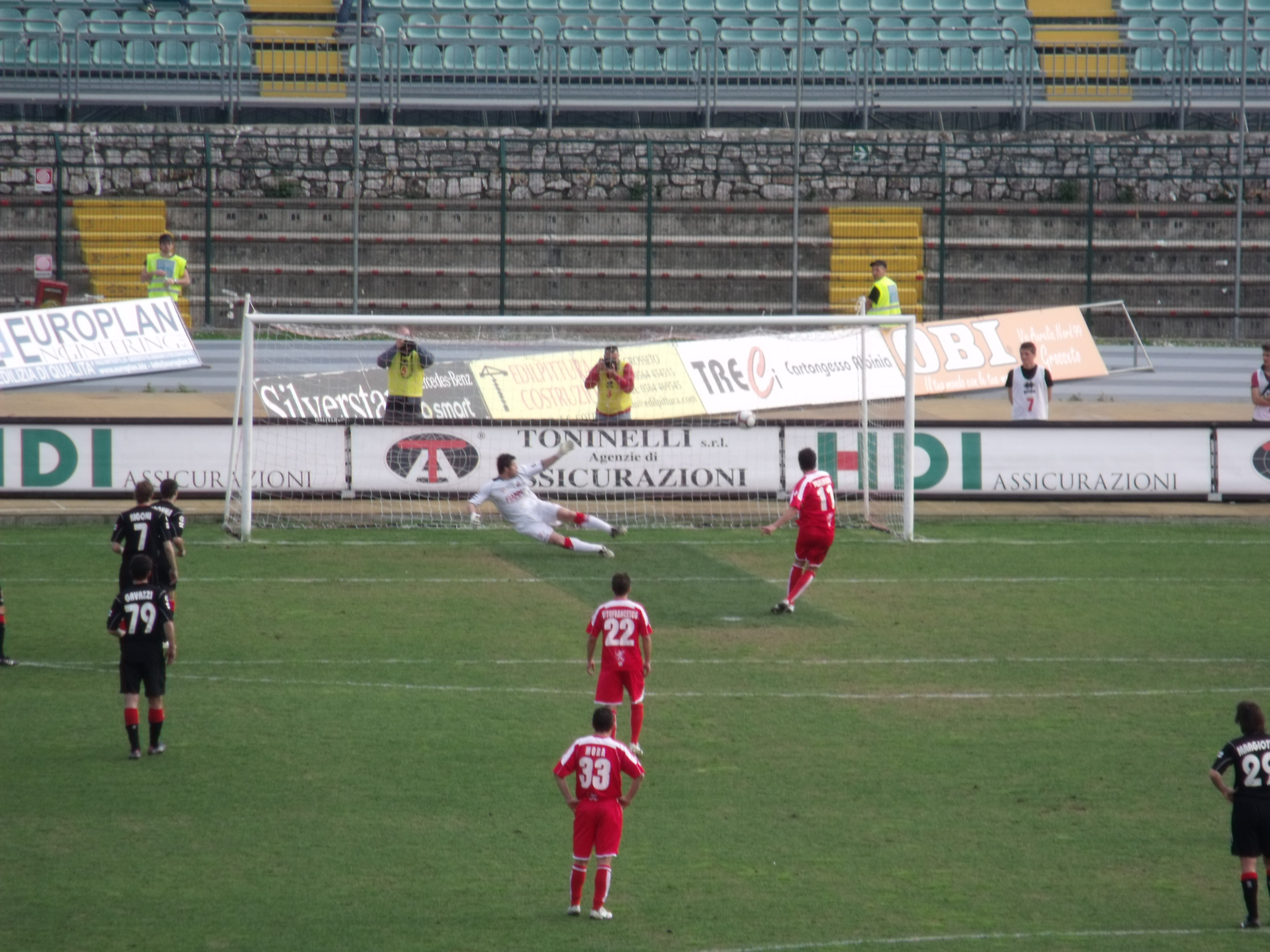
Elfmeter für Grosseto vor der Gästekurve